# Maria Jane Williams
Maria Jane Williams (c.1795 - 10 de novembre de 1873) va ser una folklorista i música gal·lesa, més coneguda pel seu treball amb cançons medievals com a Y Deryn Pur (El dolç colom) i Y Ferch o'r Sger.

## Biografia

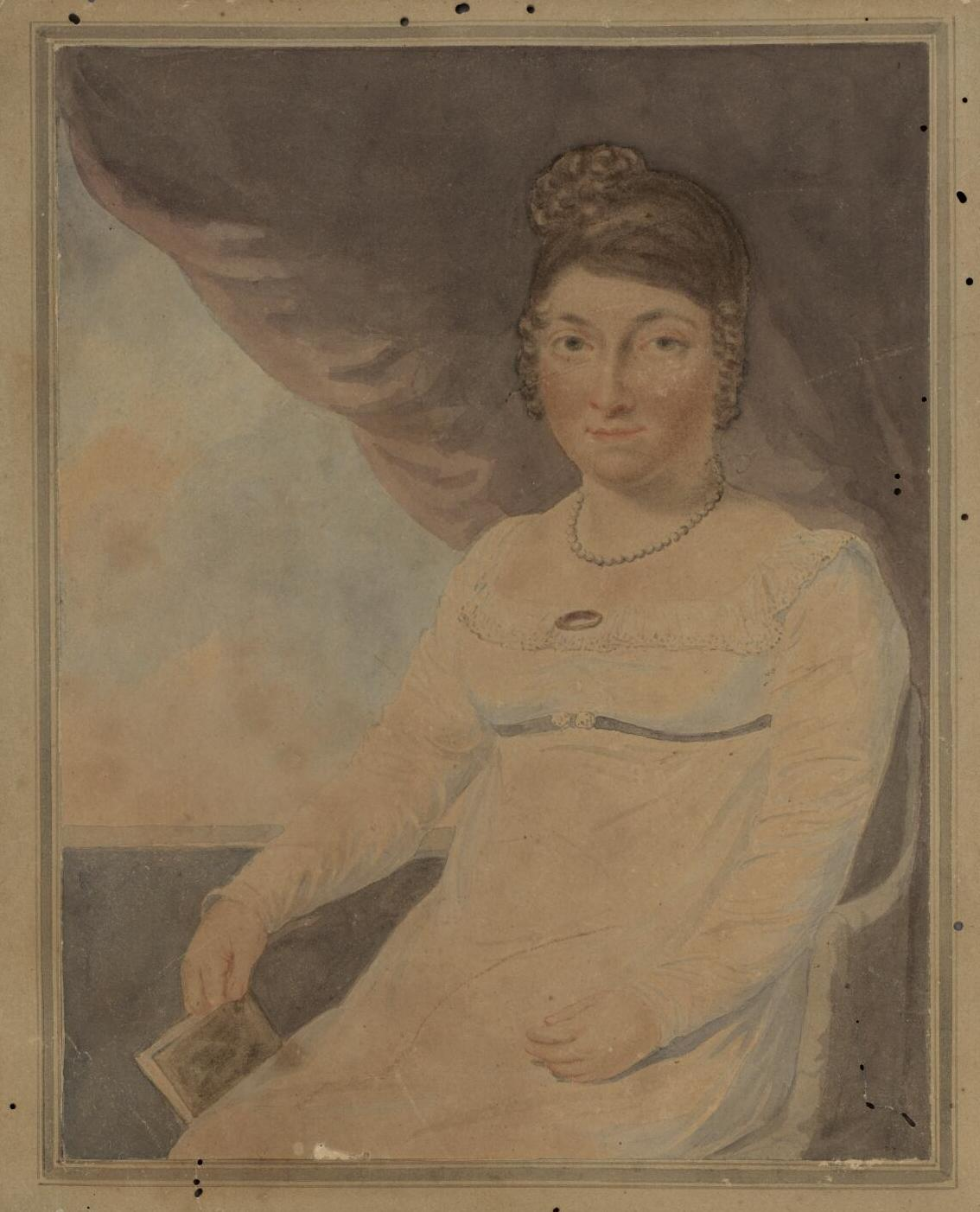
Retrat de Maria Jane Williams, ca. 1815.

Maria Jane Williams hauria nascut entre 1794 i 1795 a Aberpergwm, Glynneath. Era la segona filla de Rees Williams (m. 1812), oriünd d'Aberpergwm, a la vall de Neath, Glamorganshire, i d'Ann Jenkins, originària de Fforest Ystradfellte. Va viure durant un temps a Blaen Baglan i després es va mudar a Ynys-las, a prop d'Aberpergwm.
Williams va tenir accés a l'educació i va ser una ferma defensora del gal·lès i de les tradicions del seu país, a més de tenir coneixements profunds sobre música. Va ser reconeguda pel seu cant i tocava la guitarra i l'arpa amb destresa. El seu professor va ser el cèlebre arpista Parish-Alvars. Henry Fothergill Chorley es referiria a ella com a "la cantant no professional més exquisida que mai he escoltat". Va rebre el nom artístic de Llinos (la paraula gal·lesa per la qual es coneix el passerell) i va mantenir relació amb la societat cultural gal·lesa Cymreigyddion y Fenni. La seva residència servia com a punt de trobada per als interessats en la renaixença celta.
Va morir el 1873 i les seves restes van ser enterrades a l'església de Cadoc, a Aberpergwm.

## Obra
Entre 1826 i 1827 va recopilar diverses cançons folklòriques de la vall de Neath i les va publicar en un volum complementari a l'obra de Crofton Croker Irish Fairy Legends. Les seves cançons serien més tard reeditades i publicades en una versió resumida titulada Fairy Mythology, de l'escriptor Thomas Keightley, qui li havia demanat que es fes càrrec de la col·lecció.
La quarta edició de l'eisteddfod d'Abergavenny l'octubre de 1837 va ser a càrrec el d'Augusta Hall, qui més endavant seria la seva amiga. Williams va guanyar el premi a la millor col·lecció inèdita de música folklòrica gal·lesa. La seva obra no passaria per la impremta fins a l'any 1844, quan es va publicar amb el títol de The Ancient National Airs of Gwent and Morgannwg. Malgrat el criticisme que va generar la seva obra, encara és considerada una de les contribucions més importants a la música tradicional de Gal·les. El llibre conté 43 cançons amb paraules gal·leses i acompanyaments per l'arpa o el piano. Així mateix, inclou notes sobre les cançons i una llista de persones que van rebre còpies impreses de l'obra, el que permet comprovar la popularitat del gènere en l'època. El llibre ha estat reeditat un parell de vegades per la Societat del Cant Folklòric de Gal·les, amb una introducció contemporània i comentaris de Daniel Huws. Tot i que el llibre de Williams inclou diverses cançons, les més conegudes són Y Deryn Pur (El dolç colom) i Y Ferch o'r Sger (La dama de Sker).

## Recepció
Lucy Broadwood (1858-1929), presidenta i mentora de la Societat del Cant Folklòric d'Anglaterra i una de les primeres col·leccionistes de cançons folklòriques celtes, va carregar contra diversos folkloristes de l'època en considerar que entre 1800 i 1850 hi va haver a Gal·les, així com a la resta del Regne Unit, "una gran quantitat de cançons "tradicionals " i "druídiques" que es van publicar sense que hi hagués una investigació prèvia". Tot i això, Broadwood va assenyalar que Williams va ser una de les úniques dues persones a Gran Bretanya que podrien considerar-se una excepció a la regla. Williams, per la seva banda, va escriure en la introducció al seu llibre: "Aquestes cançons es van donar de la mateixa manera que es ... van obtenir, ... en el seu estat salvatge i original, no s'ha adornat la melodia, i les paraules que les acompanyen són les mateixes que es van cantar en el seu dia".